# Пипы
Пипы (лат. Pipa) — род бесхвостых земноводных из семейства пиповых.
Во время размножения икринки оказываются на спине самки, и их почти со всех сторон обрастает материнская кожа, оставляя только прозрачное «окно», через которое выбираются молодые особи.
Представители распространены в тропиках Южной Америки.

## Классификация
На ноябрь 2018 года в род включают 7 видов:
- Pipa arrabali Izecksohn, 1976 — Бразильская пипа
- Pipa aspera Müller, 1924 — Венесуэльская пипа
- Pipa carvalhoi (Miranda-Ribeiro, 1937) — Пипа Карвальо
- Pipa myersi Trueb, 1984 — Болотная пипа
- Pipa parva Ruthven & Gaige, 1923 — Карликовая пипа
- Pipa pipa (Linnaeus, 1758) — Суринамская пипа, или американская пипа
- Pipa snethlageae Müller, 1914 — Малая пипа